# Laamang (langue)
Pour les articles homonymes, voir Laamang.
Le laamang est une langue tchadique parlée au Nigeria par les populations laamang.